# 41 Syberyjski Pułk Strzelecki
41 Syberyjski Pułk Strzelecki (ros. 41-й Сибирский стрелковый полк) – jednostka wojskowa białych podczas wojny domowej w Rosji
25 maja 1918 r. biali przy wsparciu oddziałów Korpusu Czechosłowackiego przejęli władzę w Nowonikołajewsku na Syberii. Dużą rolę w przewrocie odegrali b. oficerowie i żołnierze 41 Syberyjskiego Pułku Strzeleckiego armii rosyjskiej. Następnie sformowali oni 1 Nowo-Nikołajewski Kadrowy Pułk pod dowództwem ppłk. W. Serebrennikowa. Na jego bazie utworzono 41 Syberyjski Pułk Strzelecki, liczący ponad 3,1 tys. żołnierzy. Na jego czele stanął płk Batezat. Rozkazem adm. Aleksandra W. Kołczaka z 23 marca 1919 r. w Omsku rozpoczęto formowanie 11 Syberyjskiej Dywizji Strzeleckiej, w skład której wszedł 41 Syberyjski Pułk Strzelecki. W lipcu trafiła ona na front w rejonie Wierchnieuralska. Jednakże z powodu niezdolności do dalszej walki rozkazem z 17 sierpnia gen. Michaiła K. Dichterichsa została rozformowana. Po utracie przez białych Ufy i Czelabińska 41 Syberyjski Pułk Strzelecki wszedł w skład Armii Południowej gen. Biełowa, ochraniającej linię kolejową do Aktiubińska. W wyniku ofensywy bolszewickich wojsk Frontu Turkiestańskiego w okolicy stanicy Czelkar okrążone oddziały Armii Południowej, w tym 41 Syberyjski Pułk Strzelecki, zostały rozbite.